# Antonio Sciortino
Antonio Sciortino (Delia, 28 luglio 1954) è un giornalista e presbitero italiano.
Membro della Società San Paolo, è l'attuale direttore del mensile religioso Vita pastorale.

## Biografia
Il 20 settembre del 1980 è ordinato sacerdote paolino. Compie gli studi teologici presso la Pontificia facoltà teologica San Bonaventura, dove successivamente si licenzia in teologia morale alla Pontificia Università Gregoriana.
In seguito si specializza in giornalismo presso l'Università Cattolica del Sacro Cuore di Milano.
Nel 1984 entra nella redazione di Famiglia Cristiana, come inviato speciale per seguire i viaggi di Giovanni Paolo II. Nel 1986 diventa giornalista professionista.
Nel 1987 è responsabile del mensile Famiglia Oggi, supplemento di Famiglia Cristiana dedicato alle tematiche familiari.
Nel 1988 diventa vice-direttore di Famiglia Cristiana, nel 1992 è condirettore.
Nel 1997 copre temporaneamente la carica di direttore fino al rientro di Leonardo Zega. Nel 1999 diventa infine direttore di Famiglia Cristiana, carica che ricopre fino al 2016, dando una linea politica di indipendenza dai partiti e a favore della famiglia.
Sotto la sua direzione, il giornale ha incentivato gli interventi nella scena sociale e politica del Paese, talvolta con editoriali firmati di suo pugno, talvolta duri nei toni ma sempre rispettosi della dottrina sociale della Chiesa. Cura nel settimanale, la rubrica "Colloqui col padre", dove risponde alle lettere dei lettori, affrontando tematiche di ogni tipo.
Nel 2009 pubblica per Mondadori il saggio La Famiglia cristiana. Una risorsa ignorata in cui traccia un quadro della famiglia in Italia e delle politiche ad essa riferite, mentre nel 2010, per Laterza, esce Anche voi foste stranieri. L'immigrazione, la Chiesa e la società italiana sulle tematiche relative all'immigrazione.

## Onorificenze
- Nel giugno del 2005 è stato nominato Grande ufficiale da Carlo Azeglio Ciampi in occasione della Festa della Repubblica.[3]